# Labrus merula
Labrus merula, conosciuto comunemente come tordo merlo o tordo nero, è un pesce d'acqua salata del genere Labrus, appartenente alla famiglia dei Labridae.

## Distribuzione e habitat
Questa specie è diffusa nel Mar Mediterraneo e nell'Atlantico orientale, dal Portogallo al Marocco, su fondali ricchi di Posidonia oceanica e alghe.

## Descrizione
Il corpo è allungato, con testa e muso appuntiti e profilo dorsale convesso, così come quello ventrale. La pinna dorsale inizia a metà dorso e termina al peduncolo caudale, è più alta che in Labrus viridis l'anale è alta è arrotondata, le pettorali sono ampie e tondeggianti, la caudale a delta.
Più chiaro da giovane, beige-olivastro con ventre bianco, assume con l'età adulta una livrea bluastra scura talvolta puntinata di bianco. Le pinne presentano bordi azzurro intenso. L'animale morto assume un colore scurissimo nero-violetto uniforme
Raggiunge una lunghezza massima di 40 centimetri.

## Comportamento
Tendente alla convivenza in gruppo da giovane, è territoriale e solitario da adulto.

## Riproduzione
Si riproduce tra febbraio e maggio.
Questa specie non costruisce un nido come la maggioranza degli altri labridi ma depone le uova su una foglia di Posidonia oceanica dopo di che vengono vegliate dal maschio. Questa specie è ermafrodita proterogina per cui gli animali giovani sono di sesso femminile per poi cambiare sesso a circa metà della vita ma circa la metà degli esemplari non subisce questa inversione sessuale.

## Galleria d'immagini

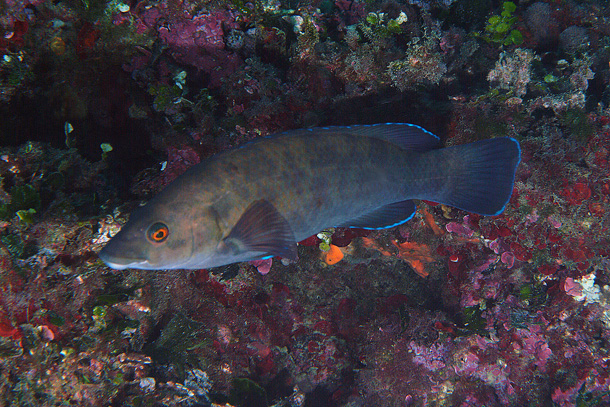
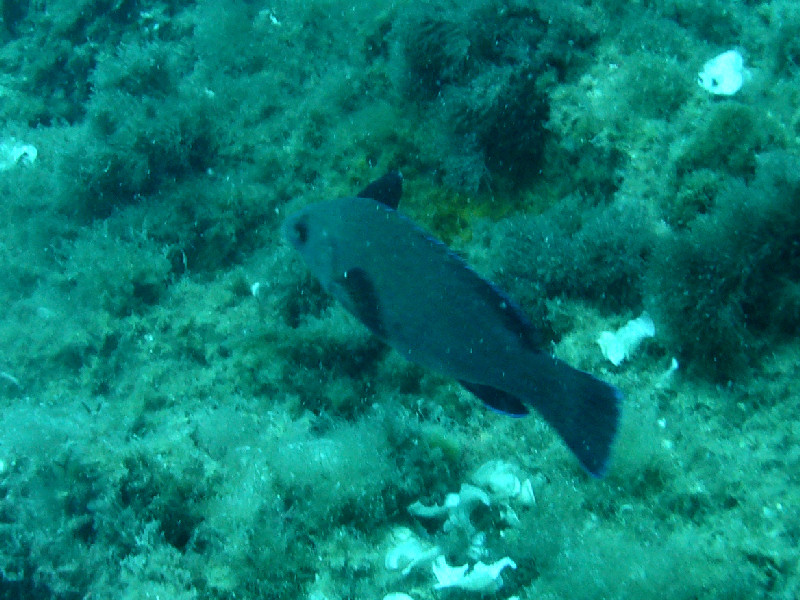
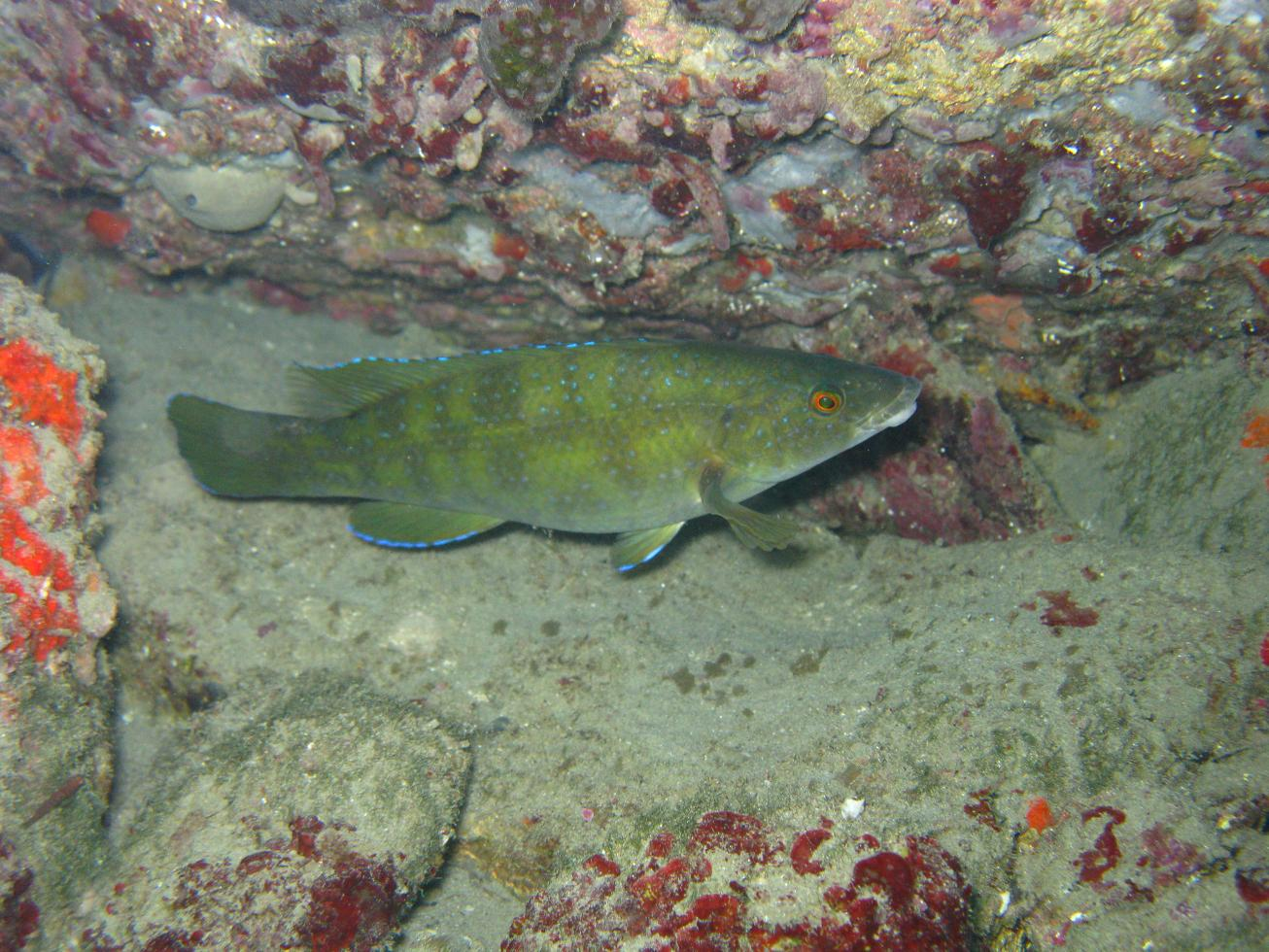

## Alimentazione
Si nutre di invertebrati.